# Katalla
Katalla (pronunciato KA-tell-ah, a volte scritto Catalla) è una città fantasma situata nell’area censuaria di Valdez-Cordova, nello stato americano dell’Alaska, a 76 km (47 miglia) a sud-est di Cordova. Il nome della città è stato talvolta riportato come Catalla. Oggi è completamente abbandonata.

## Geografia

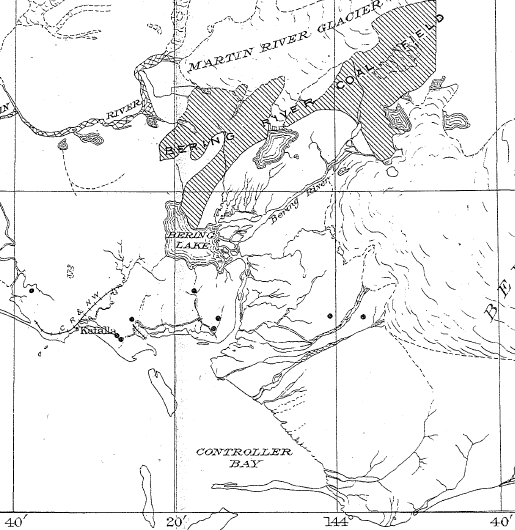
Una mappa dell'USGS del 1917 mostra Katalla in relazione alla linea ferroviaria e al giacimento carbonifero del Bering River. Un punto nero sulla mappa indica una zona di affioramento di petrolio.

Katalla si trova all’interno della Foresta nazionale di Chugach, nei pressi della Controller Bay e del fiume Bering.

## Storia

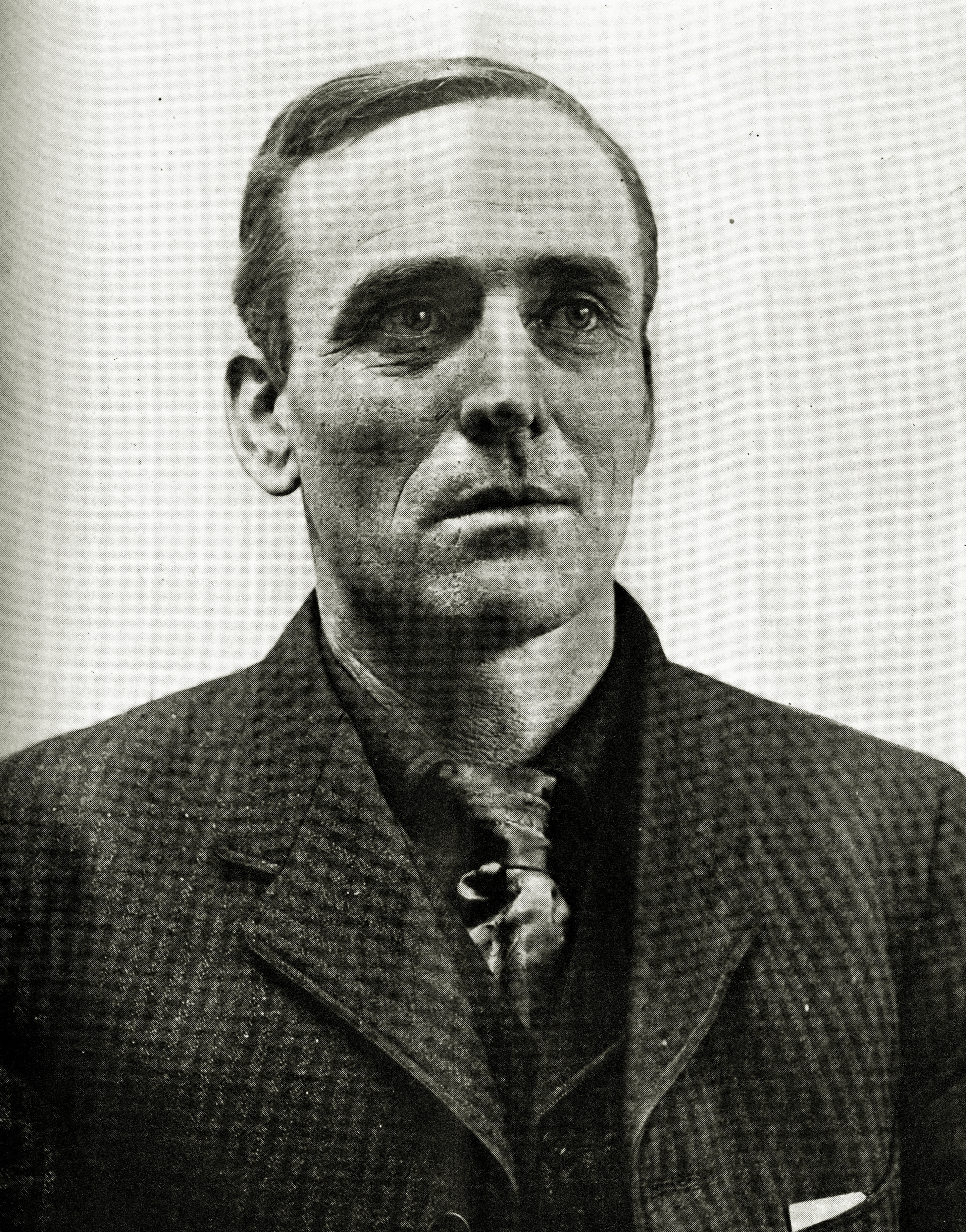
Il cercatore d’oro Tom White, soprannominato The Sourdough Driller negli scritti di Barrett Willoughby, è accreditato per aver scoperto i giacimenti petroliferi di Katalla e perforato il primo pozzo.

Katalla fu al centro del giacimento petrolifero di Katalla, oggi abbandonato. Qui si ebbe la prima scoperta di petrolio in quantità commerciali in Alaska, nel 1902. Secondo quanto riportato, la popolazione della città raggiunse le 5.000 persone tra il 1907 e il 1908.
Questo boom fu dovuto all’annuncio che la Copper River and Northwestern Railway (CR&NW) avrebbe utilizzato la località come accesso all’Oceano Pacifico e ai giacimenti di carbone del fiume Bering. Tuttavia, violente tempeste nell’autunno del 1907 distrussero la diga frangiflutti in costruzione, e si decise di spostare il capolinea ferroviario a Cordova, poco distante.
La famosa “nave dell’oro” SS Portland naufragò e affondò a Katalla nel novembre 1910, durante una di queste tempeste autunnali. La popolazione continuò a dipendere dal piccolo giacimento petrolifero fino al 25 dicembre 1933, quando un incendio danneggiò la raffineria e le operazioni cessarono. L’ufficio postale della città fu chiuso nel 1943, segnando l’abbandono definitivo del sito.
I diritti di estrazione di petrolio e gas nell’area di Katalla furono assegnati alla Chugach Alaska Corporation tramite l’Alaska Native Claims Settlement Act. Prima di ciò, almeno parte dei diritti era detenuta dalla California-Mexican-Alaska Holding Company, che si sciolse nel 1929 e vendette i suoi beni alla Alaska Coal, Oil & By-Products Company.
Un consorzio minerario sudcoreano rinnovò l’interesse per Katalla nei primi anni ’80, dopo aver condotto esplorazioni nel giacimento carbonifero del Bering River. Tuttavia, l’interesse svanì quando si scoprì che le riserve non erano economicamente sostenibili e che una strada di trasporto verso Katalla avrebbe dovuto attraversare aree soggette a instabilità del terreno e inondazioni glaciali periodiche provenienti dal Lago Bering.

## Demografia storica
| Censimento | Popolazione | Variazione % |
| ---------- | ----------- | ------------ |
| 1910       | 188         | —            |
| 1920       | 84          | −55,3%       |
| 1930       | 44          | −47,6%       |
| 1940       | 23          | −47,7%       |

Katalla apparve per la prima volta nel censimento del 1910 come villaggio non incorporato. Continuò a essere rilevata nei censimenti fino al 1940, dopodiché fu definitivamente abbandonata.